# コンコードエグゼクティブグループ
株式会社コンコードエグゼクティブグループ（英: Concord Executive Group Inc.）は、人材紹介業（主にエグゼクティブ･若手リーダー転職支援）を主軸に、東京大学でのキャリア教育、ソーシャルスタートアップ支援などを展開する日本の企業。職業紹介許可・届出受理番号は13-ユ-303354

## 概要
2008年に渡辺秀和（三菱UFJリサーチ&コンサルティング出身）により設立。
コンサルティング業界、金融業界、IT・Web業界、製薬業界などを中心にサービスを提供している。
コンサルティング業界出身者（ポストコンサル）や経営幹部層のキャリア支援、社会起業家向けのベンチャー投資、キャリア設計の啓蒙にも注力しているのが特徴。
2010年、株式会社ビズリーチが主催している日本ヘッドハンター大賞において、コンサルティング部門で初代MVPを受賞。
2017年、東京大学におけるキャリア設計の授業、「キャリア・マーケットデザイン－Design Your Future, Design Our Future－」を開講。同社CEO渡辺秀和がコースディレクターを務める。同授業は2019年秋にも開講予定。
本社所在地は東京都千代田区大手町。略称はコンコード、或いはCEG。

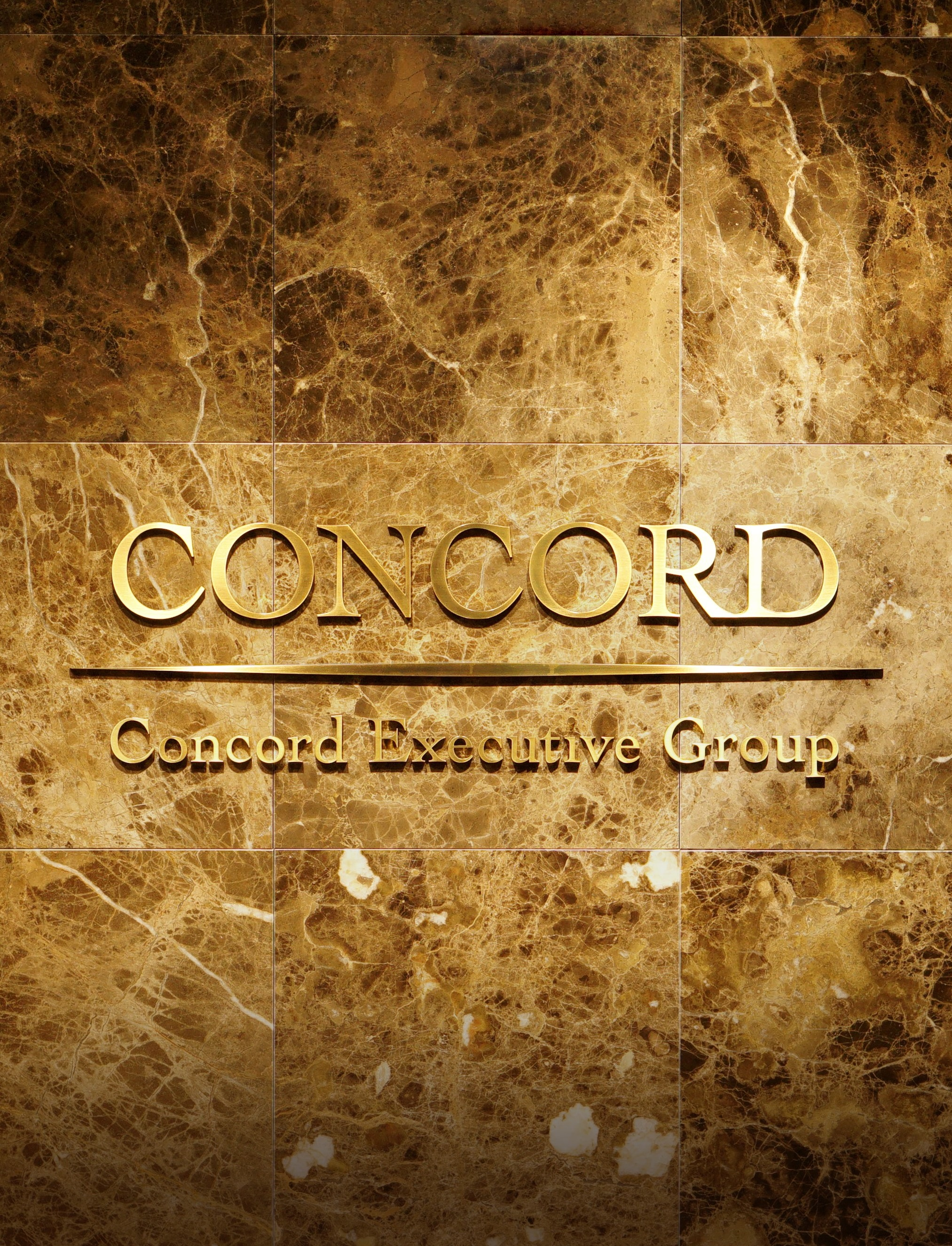
コンコードエグゼクティブグループ

## 沿革
- 2008年 東京都港区にて株式会社コンコードエグゼクティブグループ設立
- 2010年 東京都千代田区大手町に本社移転
- 2014年 東京都千代田区丸の内に本社移転
- 2016年 東京都千代田区大手町に本社移転

## 書籍
- ビジネスエリートへのキャリア戦略（ダイヤモンド社 2014年第1刷発行　ISBN 978-4478026663）
- 未来をつくるキャリアの授業 最短距離で希望の人生を手に入れる!（日本経済新聞出版社 2017年第1刷発行 ISBN 9784532198381）